# ÖPNV-Trasse Oberhausen
| Treffen zweier Straßenbahn-Generationen |                     |                                                                      |                                                                      |
| Streckenlänge: | 6,8 km              |                                                                      |                                                                      |
| Spurweite: | 1000 mm (Meterspur) |                                                                      |                                                                      |
| Stromsystem: | 750 V =             |                                                                      |                                                                      |
| |                     |                                                                      |                                                                      |
| \| \| \| Neumarkt 112 \| \| \| \| \| geplante Strecke von Schmachtendorf (s. u.) \| \| \| \| \| Sterkrade Bf \| \| \| \| \| MAN Turbo \| \| \| \| \| A 516 \| \| \| \| \| Eisenheim \| \| \| \| \| (Kehrgleis in Mittellage) \| \| \| \| \| OLGA-Park \| \| \| \| \| Oberhausen Hbf–Bottrop Hbf \| \| \| \| \| Oberhausen West–Bottrop Süd \| \| \| \| \| A 42 \| \| \| \| \| Emscher \| \| \| \| \| Rhein-Herne-Kanal \| \| \| \| \| Oberhausen West–Bottrop Nord \| \| \| \| \| Oberhausen West–Bottrop Süd \| \| \| \| \| geplante Strecke nach Essen 105 \| \| \| \| \| Gasometer (geplant, zusammen mit 105) \| \| \| \| \| Neue Mitte Oberhausen \| \| \| \| \| B 231 \| \| \| \| \| Lipperfeld \| \| \| \| \| \| \| \| \| \| Oberhausen West–Essen-Altenessen und Oberhausen Hbf–Essen-Altenessen \| \| \| \| \| \| \| \| \| \| Feuerwache \| \| \| \| \| B 223 \| \| \| \| \| Oberhausen Hbf \| \| \| \| \| (Kehrgleis in Mittellage) \| \| \| \| \| Strecke nach Mülheim (Ruhr) 112 \| \| |                     |                                                                      |                                                                      |
| U-Bahn-Kopfbahnhof Streckenanfang |                     | Neumarkt 112                                                         | Neumarkt 112                                                         |
| U-Bahn-Abzweig geradeaus und ehemals von rechts |                     | geplante Strecke von Schmachtendorf (s. u.)                          | geplante Strecke von Schmachtendorf (s. u.)                          |
| U-Bahn-Bahnhof |                     | Sterkrade Bf                                                         | Sterkrade Bf                                                         |
| U-Bahn-Bahnhof |                     | MAN Turbo                                                            | MAN Turbo                                                            |
| U-Bahn-Brücke |                     | A 516                                                                | A 516                                                                |
| U-Bahn-Bahnhof |                     | Eisenheim                                                            | Eisenheim                                                            |
| |                     | (Kehrgleis in Mittellage)                                            |                                                                      |
| U-Bahn-Bahnhof |                     | OLGA-Park                                                            | OLGA-Park                                                            |
| U-Bahn-Kreuzung mit Eisenbahn geradeaus oben |                     | Oberhausen Hbf–Bottrop Hbf                                           | Oberhausen Hbf–Bottrop Hbf                                           |
| U-Bahn-Kreuzung mit Eisenbahn geradeaus oben |                     | Oberhausen West–Bottrop Süd                                          | Oberhausen West–Bottrop Süd                                          |
| U-Bahn-Brücke |                     | A 42                                                                 | A 42                                                                 |
| U-Bahn-Brücke über Wasserlauf |                     | Emscher                                                              | Emscher                                                              |
| U-Bahn-Brücke über Wasserlauf |                     | Rhein-Herne-Kanal                                                    | Rhein-Herne-Kanal                                                    |
| U-Bahn-Kreuzung mit Eisenbahn geradeaus unten (Querstrecke außer Betrieb) |                     | Oberhausen West–Bottrop Nord                                         | Oberhausen West–Bottrop Nord                                         |
| U-Bahn-Kreuzung mit Eisenbahn geradeaus unten |                     | Oberhausen West–Bottrop Süd                                          | Oberhausen West–Bottrop Süd                                          |
| U-Bahn-Abzweig geradeaus, ehemals nach links und ehemals von links |                     | geplante Strecke nach Essen 105                                      | geplante Strecke nach Essen 105                                      |
| ehemaliger U-Bahn-Bahnhof |                     | Gasometer (geplant, zusammen mit 105)                                | Gasometer (geplant, zusammen mit 105)                                |
| U-Bahn-Bahnhof |                     | Neue Mitte Oberhausen                                                | Neue Mitte Oberhausen                                                |
| U-Bahn-Brücke |                     | B 231                                                                | B 231                                                                |
| U-Bahn-Bahnhof |                     | Lipperfeld                                                           | Lipperfeld                                                           |
| |                     |                                                                      |                                                                      |
| U-Bahn-Kreuzung mit Eisenbahn |                     | Oberhausen West–Essen-Altenessen und Oberhausen Hbf–Essen-Altenessen | Oberhausen West–Essen-Altenessen und Oberhausen Hbf–Essen-Altenessen |
| |                     |                                                                      |                                                                      |
| U-Bahn-Bahnhof |                     | Feuerwache                                                           | Feuerwache                                                           |
| U-Bahn-Strecke mit Straßenbrücke |                     | B 223                                                                | B 223                                                                |
| U-Bahn-Bahnhof mit S-Bahn-Halt |                     | Oberhausen Hbf                                                       | Oberhausen Hbf                                                       |
| |                     | (Kehrgleis in Mittellage)                                            |                                                                      |
| U-Bahn-Strecke |                     | Strecke nach Mülheim (Ruhr) 112                                      | Strecke nach Mülheim (Ruhr) 112                                      |

Die als ÖPNV-Trasse Oberhausen bezeichnete Oberhausener Nahverkehrstrasse entstand teilweise auf stillgelegten Trassen der Industriebahnen der HOAG (Hüttenwerke Oberhausen AG) und anderer Betriebe der Montanindustrie.
Im Zuge des Neubaus des CentrO in der Neuen Mitte auf einem ehemaligen Eisenhüttengelände wurde 1996 eine neue Straßenbahn- und Bustrasse gebaut. Sie stellt ein BRT-System dar. Auf ihr verkehrt neben einer Reihe von Buslinien die mit Eröffnung der Trasse am 2. Juni 1996 neu eingeführte Straßenbahn von Mülheim an der Ruhr über Oberhausen Hbf bis zum Bahnhof Sterkrade. Ende Oktober 2004 wurde diese Strecke um einen 800 m langen Abschnitt bis zum Sterkrader Neumarkt erweitert, der in Richtung Sterkrade Bahnhof auch von Linienbussen benutzt werden kann.
Die ÖPNV-Trasse ist das Rückgrat des von der STOAG betriebenen Nahverkehrs in Oberhausen. Andere Linien dienen in der Regel als Zubringer zur Trasse, auf der Busse bzw. Bahnen in dichtem Takt fahren. Die Trasse ist weitgehend kreuzungsfrei; einzig an der Haltestelle MAN TURBO (ehem. Presswerk) im südlichen Sterkrade kreuzt sie lichtsignalgeregelt die Dorstener Straße.
Die mit der Eröffnung der Trasse 1996 verbundene Angebotsausweitung ergab stadtweit Zuwächse der Fahrgastzahlen um etwa 50 %.

## Haltestellen an der ÖPNV-Trasse Oberhausen
| Haltestelle           | Linien im Tagnetz                                        | Linien im Nachtnetz           | Linien abseits der Trasse        | Linien die Trasse verlassend bzw. auffahrend | Ersatzhaltestelle bei Bauarbeiten        |
| --------------------- | -------------------------------------------------------- | ----------------------------- | -------------------------------- | -------------------------------------------- | ---------------------------------------- |
| MAN-TURBO             | 112 – 960 – SB90 – SB98 – X42                            | NE1 – NE2 – NE12 (ztw.)       | 956 – 966 – NE10                 |                                              | Hst. MAN-TURBO auf der Sterkrader Straße |
| Eisenheim             | 112 – 960 – SB90 – SB98 – X42                            | NE1 – NE2 – NE12 (ztw.)       |                                  |                                              | Zweigstraße                              |
| OLGA-Park             | 112 – 953 – 960 – SB90 – SB91 – SB92 – SB93 – SB98 – X42 | NE1 – NE2 – NE6 – NE12 – NE21 |                                  | 953 – SB91 – SB92 – SB93 – NE6 – NE21        | Hst. OLGA Park auf der Bottroper Straße  |
| Neue Mitte Oberhausen | 112 – 953 – 960 – SB90 – SB91 – SB92 – SB93 – SB98 – X42 | NE1 – NE2 – NE6 – NE12 – NE21 | 185 – 957 – 961 – NE10 – NE11    |                                              |                                          |
| Lipperfeld            | 112 – 953 – 960 – SB90 – SB91 – SB92 – SB93 – SB98 – X42 | NE1 – NE2 – NE6 – NE12 – NE21 |                                  | 953 – SB93                                   |                                          |
| Feuerwache            | 112 – 960 – SB90 – SB91 – SB92 – SB98 – X42              | NE1 – NE2 – NE6 – NE12 – NE21 | Hst: Ziesakplaza 956 – 957 – 966 |                                              |                                          |

## Planungen

### Straßenbahnlinie 105
| Straßenbahnlinie 105 an der Endstelle Unterstraße in Essen-Frintrop |                     |                                                            |                                                            |
| Streckenlänge: | 3,5 km              |                                                            |                                                            |
| Spurweite: | 1000 mm (Meterspur) |                                                            |                                                            |
| Stromsystem: | 750 V =             |                                                            |                                                            |
| |                     |                                                            |                                                            |
| \| \| 3,5 \| Gasometer ↔ 112 ÖPNV-Trasse Oberhausen, geplant ← 105 → \| Gasometer ↔ 112 ÖPNV-Trasse Oberhausen, geplant ← 105 → \| \| \| 3,0 \| Centro[3] \| Centro[3] \| \| \| 2,5 \| Osterfelder Straße \| Osterfelder Straße \| \| \| 2,2 \| NEWAG-Siedlung \| NEWAG-Siedlung \| \| \| 1,7 \| Stahlwerk Süd \| Stahlwerk Süd \| \| \| 1,2 \| Oberhausen-Stahlwerksgelände (geplant) \| Oberhausen-Stahlwerksgelände (geplant) \| \| \| \| Oberhausen West sowie Oberhausen Hbf nach Essen-Altenessen \| \| \| \| 1,1 \| ab hier Rasengleis in Seitenlage der B 231 \| ab hier Rasengleis in Seitenlage der B 231 \| \| \| 0,8 \| Mellinghofer Straße \| Mellinghofer Straße \| \| \| 0,4 \| Hausmannsfeld \| Hausmannsfeld \| \| \| 0,3 \| beidseitiges Kehrgleis \| beidseitiges Kehrgleis \| \| \| 0,2 \| Stadtgrenze Oberhausen/Essen \| Stadtgrenze Oberhausen/Essen \| \| \| 0,0 \| Essen-Unterstraße \| Essen-Unterstraße \| \| \| \| Straßenbahn nach Essen 105 \| \| |                     |                                                            |                                                            |
| |                     |                                                            |                                                            |
| ehemaliger U-Bahn-Haltepunkt / Haltestelle quer · U-Bahn-Abzweig quer, ehemals von links und ehemals von rechts | 3,5                 | Gasometer ↔ 112 ÖPNV-Trasse Oberhausen, geplant ← 105 →    | Gasometer ↔ 112 ÖPNV-Trasse Oberhausen, geplant ← 105 →    |
| U-Bahn-Haltepunkt / Haltestelle (Strecke außer Betrieb) | 3,0                 | Centro                                                     | Centro                                                     |
| U-Bahn-Haltepunkt / Haltestelle (Strecke außer Betrieb) | 2,5                 | Osterfelder Straße                                         | Osterfelder Straße                                         |
| U-Bahn-Haltepunkt / Haltestelle (Strecke außer Betrieb) | 2,2                 | NEWAG-Siedlung                                             | NEWAG-Siedlung                                             |
| U-Bahn-Strecke von links (außer Betrieb) · U-Bahn-Bahnhof rechts (Strecke außer Betrieb) | 1,7                 | Stahlwerk Süd                                              | Stahlwerk Süd                                              |
| U-Bahn-Kreuzung mit Eisenbahn Anfang Hochstrecke (Strecke geradeaus außer Betrieb) · ehemaliger Bahnhof quer | 1,2                 | Oberhausen-Stahlwerksgelände (geplant)                     | Oberhausen-Stahlwerksgelände (geplant)                     |
| U-Bahn-Kreuzung mit Eisenbahn Ende Hochstrecke (Strecke geradeaus außer Betrieb) · ehemaliger Bahnhof quer |                     | Oberhausen West sowie Oberhausen Hbf nach Essen-Altenessen | Oberhausen West sowie Oberhausen Hbf nach Essen-Altenessen |
| U-Bahn-Strecke (außer Betrieb) | 1,1                 | ab hier Rasengleis in Seitenlage der B 231                 | ab hier Rasengleis in Seitenlage der B 231                 |
| U-Bahn-Haltepunkt / Haltestelle (Strecke außer Betrieb) | 0,8                 | Mellinghofer Straße                                        | Mellinghofer Straße                                        |
| U-Bahn-Haltepunkt / Haltestelle (Strecke außer Betrieb) | 0,4                 | Hausmannsfeld                                              | Hausmannsfeld                                              |
| | 0,3                 | beidseitiges Kehrgleis                                     | beidseitiges Kehrgleis                                     |
| U-Bahn-Grenze (Strecke außer Betrieb) | 0,2                 | Stadtgrenze Oberhausen/Essen                               | Stadtgrenze Oberhausen/Essen                               |
| U-Bahn-Haltepunkt / Haltestelle Strecke bis hier außer Betrieb | 0,0                 | Essen-Unterstraße                                          | Essen-Unterstraße                                          |
| U-Bahn-Strecke |                     | Straßenbahn nach Essen 105                                 | Straßenbahn nach Essen 105                                 |

Die Linie 105 der Straßenbahn Essen endet seit 1974 an der Stadtgrenze bei Essen-Frintrop. Diese Stadtgrenze und mit ihr die Endhaltestelle Unterstraße befinden sich Luftlinie knapp 2 km vom Centro und der ÖPNV-Trasse Oberhausen entfernt. Auf Essener Stadtgebiet wiederum führt die Linie 105 schnurgerade die B 231 in Richtung Essen-Frintrop, -Bedingrade, -Schönebeck, -Altendorf ins Essener Stadtzentrum und über dieses südöstlich weiter noch ins Südviertel, Bergerhausen und Rellinghausen. Sie bildet so eine etwa 20 km lange Achse durch Essen. Aufgrund der geringen Entfernung zwischen dieser 20-km langen Straßenbahnlinie zum Centro und der ÖPNV-Trasse, gab es wiederholt Planungen die Linie 105 über die Stadtgrenze bei Essen-Frintrop nach Oberhausen zu verlängern, um auf diese Art und Weise die Netze Essens und Oberhausens engmaschig zu verbinden.
In frühen Plänen war vorgesehen, nicht an der Essener Straße in die Oberhausener ÖPNV-Trasse einzumünden, sondern die neue Strecke der Linie 105 weitere fünf Kilometer über Duisburger Straße, Concordia-, Friedrich-Karl- und Poststraße zum Oberhausener Hauptbahnhof und weiter zur Wörthstraße zu führen, um damit auch das Alt-Oberhausener Stadtzentrum besser mit der Straßenbahn zu erschließen. Im Jahr 2001 wurde im Zusammenhang mit dem Projekt „Zukunftspark O.Vision“ eine Verlängerung der Linie 105 auf das ehemalige Stahlwerksgelände an der Osterfelder Straße angekündigt, wo sich die stillgelegte Produktionshalle in eine „atemberaubende ÖPNV-Station“ verwandeln sollte. Diese Pläne konnten jedoch nicht verwirklicht werden, da sich das Projekt O.Vision wieder zerschlug.
Nach den Plänen von 2014 sollte die Linie 105 bis etwa Mellinghofer Straße auf der B 231 weitergeführt werden und dann über eine neu zu errichtende ÖPNV-Trasse in Hochlage an der UMSICHT über das ehemalige Stahlwerksgelände und am Metronom Theater, der Marina und dem Sea-Life-Aquarium durch die östliche Neue Mitte in die vorhandene ÖPNV-Trasse zwischen Sterkrade und Oberhausen Hauptbahnhof eingefädelt werden. Dabei sollte die Osterfelder Straße als sehr stark befahrene Hauptzubringerstraße von der Neuen Mitte und der B 231 zur A 42 in Form dieser Hochlage höhenfrei überquert werden. Die östliche Neue Mitte verfügt derzeit noch nicht über eine attraktive Verbindung nach Sterkrade und den Hauptbahnhof sowie nach Essen. Insgesamt sollte diese Neubaustrecke 80 Millionen Euro kosten (Stand: Anfang 2015), die aber zum größten Teil aus Landeszuschüssen gezahlt worden wären. Durch diese Erweiterung sollten die Nahverkehrsnetze von Oberhausen und Essen direkt miteinander verbunden werden. Auf Essener Seite führt die Straßenbahn über die B 231 am Knoten Helenenstraße vorbei ins Essener Stadtzentrum, wo sie den Hauptbahnhof in einem Tunnel anfährt, und darüber hinaus über das Essener Südviertel bis Essen-Rellinghausen. Neben dem Hauptbahnhof bedient sie im Essener Zentrum noch das Thyssen-Krupp-Quartier sowie die U-Bahnhöfe Berliner Platz mit Ausgang zur Universität, zum Einkaufszentrum Limbecker Platz und zum Colosseum Theater, Rheinischer Platz mit Ausgang zum GOP Varieté-Theater, Rathaus Essen, sowie südlich des Hauptbahnhofs das Aalto-Theater. Über die B 231 erschließt sie Essen-Frintrop, Essen-Schönebeck, Essen-Borbeck Süd Bf und Essen-Altendorf.
Die Realisierung dieser Planungen sollte bis 2018 erfolgen. Ab der Haltestelle Gasometer sollte die Linie 105 alle 20 Minuten abwechselnd zum Hauptbahnhof bzw. nach Sterkrade verkehren.
| Linie | Linienweg |
| ----- | --- |
| 105   | Naturlinie 105: OB-Sterkrade Bf – \|Oberhausen Hbf – Neue Mitte Oberhausen – \| Marina/Sealife – Essen-Frintrop – Bedingrade – Abzweig Aktienstraße – Borbeck Süd Bf – Helenenstraße – U Berliner Platz – U Rheinischer Platz – U Rathaus Essen – U Essen Hbf – Essen Süd – Bergerhausen – Rellinghausen Finefraustraße Der Oberhausener Abschnitt sollte ursprünglich im Jahr 2018 in Betrieb genommen werden, was durch einen Ratsbürgerentscheid am 8. März 2015 verhindert wurde. |

Die zuletzt geplante Verlängerung der Straßenbahnlinie wurde als wichtiges Investitionsprojekt für das westliche Ruhrgebiet dargestellt. Es wurde ein Aktionsbündnis „Sag ja zur Linie 105“ gegründet, welches die allein stimmberechtigten Bürger der Stadt Oberhausen überzeugen sollte, für den Lückenschluss zu votieren. Am 8. März 2015 wurde jedoch die projektierte Verlängerung der 105 in einem Ratsbürgerentscheid mit einem Ergebnis von 43 % Ja zu 57 % Nein bei einer Wahlbeteiligung von 23 % abgelehnt. Damit wurde dieses Infrastrukturprojekt vorerst nicht realisiert und die Straßenbahn endet weiterhin in Essen-Frintrop.
Im November 2015 wurde die Maßnahme der Verlängerung der Straßenbahnlinie 105 von Essen-Frintrop zum Centro von den Städten Essen und Oberhausen trotzdem in den ÖPNV-Bedarfsplan des Landes Nordrhein-Westfalen, der von 2017 bis 2030 gilt, angemeldet und in diesen aufgenommen. Damit war es ab 2017 möglich, im Zeitraum bis 2030 die Straßenbahnverbindung zwischen Essen und Oberhausen zu realisieren. Nach Wiederaufnahme der Planung mit einem detaillierten Trassenvorschlag aus dem Mai 2022 stimmte der Stadtrat Oberhausen Anfang 2024 der Erweiterung grundsätzlich zu. Die neue, jetzt durchgehend ebenerdige Trasse hat einen ähnlichen Verlauf wie die 2014er „Hochlage“-Variante, verschwenkt allerdings nach der Überquerung der Bahnstrecke Duisburg–Dortmund nach Osten, um die neuen Wohngebiete am Brammenring und die NEWAG-Siedlung einschließlich einer zusätzlichen Haltestelle sowie rund 200 Meter längerer Strecke zu erschließen. Im Juni 2025 wurde bekannt gegeben, dass nunmehr einem Baubeginn nichts mehr im Wege steht und die Neubaustrecke im Jahr 2030 in Betrieb gehen soll.

### Straßenbahnlinie 112
| Streckenlänge: | 3,7 km              |                                                         |                                                         |
| Spurweite: | 1000 mm (Meterspur) |                                                         |                                                         |
| Stromsystem: | 750 V =             |                                                         |                                                         |
| |                     |                                                         |                                                         |
| \| \| \| Eichsfeldstraße \| \| \| \| \| Heinrich-Böll-Gesamtschule \| \| \| \| \| Schmachtendorf Mitte \| \| \| \| \| Am Leitgraben \| \| \| \| \| \| \| \| \| \| bis hier auf Schmachtendorfer Straße Anfang ÖPNV-Trasse \| \| \| \| \| \| \| \| \| \| Holten Bf \| \| \| \| \| A 3 \| \| \| \| \| Dunkelschlag/Weierheide \| \| \| \| \| Volkspark \| \| \| \| \| Neumarkt \| \| \| \| \| von Kehranlage Neumarkt \| \| \| \| \| Strecke nach Sterkrade Bf (s. o.) \| \| |                     |                                                         |                                                         |
| |                     | Eichsfeldstraße                                         |                                                         |
| U-Bahn-Haltepunkt / Haltestelle (Strecke außer Betrieb) |                     | Heinrich-Böll-Gesamtschule                              | Heinrich-Böll-Gesamtschule                              |
| U-Bahn-Haltepunkt / Haltestelle (Strecke außer Betrieb) |                     | Schmachtendorf Mitte                                    | Schmachtendorf Mitte                                    |
| U-Bahn-Haltepunkt / Haltestelle (Strecke außer Betrieb) |                     | Am Leitgraben                                           | Am Leitgraben                                           |
| |                     |                                                         |                                                         |
| U-Bahn-Kilometer-Wechsel (Strecke außer Betrieb) |                     | bis hier auf Schmachtendorfer Straße Anfang ÖPNV-Trasse | bis hier auf Schmachtendorfer Straße Anfang ÖPNV-Trasse |
| |                     |                                                         |                                                         |
| U-Bahn-Bahnhof (Strecke außer Betrieb) |                     | Holten Bf                                               | Holten Bf                                               |
| U-Bahn-Strecke mit Straßenbrücke (Strecke außer Betrieb) |                     | A 3                                                     | A 3                                                     |
| U-Bahn-Bahnhof (Strecke außer Betrieb) |                     | Dunkelschlag/Weierheide                                 | Dunkelschlag/Weierheide                                 |
| U-Bahn-Bahnhof (Strecke außer Betrieb) |                     | Volkspark                                               | Volkspark                                               |
| U-Bahn-Bahnhof (Strecke außer Betrieb) |                     | Neumarkt                                                | Neumarkt                                                |
| U-Bahn-Abzweig ehemals geradeaus und von links |                     | von Kehranlage Neumarkt                                 | von Kehranlage Neumarkt                                 |
| U-Bahn-Strecke |                     | Strecke nach Sterkrade Bf (s. o.)                       | Strecke nach Sterkrade Bf (s. o.)                       |

Diese Straßenbahnlinie sollte ursprünglich bis Oberhausen-Schmachtendorf weitergebaut werden. Aufgrund von Bürgerprotesten gegen die Straßenbahn wurde dieses Vorhaben vorerst gestoppt.
Auch hier handelt es sich um eine Verlängerung der ÖPNV-Trasse, da die Straßenbahnlinie an der Eisenbahnstrecke bis zum Bahnhof Holten auf unabhängigem Bahnkörper geführt würde.
Die Haltestelle Neumarkt sollte dabei von der Straße auf die Neubaustrecke der Trasse verlegt werden.